# 先史考古学
先史考古学（せんしこうこがく、英語：prehistoric archaeology）とは、文字による文献が残される以前の時代、すなわち先史時代を考古学方法によって研究する学問分野である。先史学（せんしがく）/史前学（しぜんがく）とも呼ばれるが、先史学や史前学には考古学によるアプローチ（先史考古学）以外の先史時代の研究方法を含める場合もある。

## 概要
先史考古学（あるいは先史学・史前学）に対して、文字文献が不十分ながら存在する時代を対象とした考古学を原史考古学、文献資料が豊富な時代を対象とした考古学を歴史考古学と呼んで区別する。ただし、先史考古学と歴史考古学の区別は文字文献の有無に基づくものであり、実際の年代とは関連性がない。すなわち、オーストラリアでは先住民族であるアボリジナルは文字文明を持たなかったために、ヨーロッパ人が本格的に侵入する18世紀後期以前の考古学は先史考古学に属するが、日本では既に江戸時代に入っており18世紀後期を対象にした考古学調査（例:旧鎌原村など）は歴史考古学の範疇に含まれる。
日本国内においても、9世紀・10世紀を例に取った場合、本州や四国・九州の考古学調査は「平安時代」を対象とした歴史考古学の調査となるが、北海道では「擦文時代」を対象とした先史考古学の調査となる。この時代の北海道の人々にも、本州とは異なる独自の歴史が存在していたためである。
なお、先史考古学の分野の成立に際しては、19世紀後半、スウェーデンの考古学者オスカル・モンテリウス（1843年-1921年）らによって提唱された型式学的研究法の確立が大きく作用している。このことについては、スウェーデンの考古学者オーベリ（N.Åberg）が、「先史考古学は、この研究法の確立によってはじめて科学になった」との評価している。